# Carpasio
Carpasio – miejscowość i gmina we Włoszech, w regionie Liguria, w prowincji Imperia.
Według danych na rok 2004 gminę zamieszkiwały 184 osoby, gęstość zaludnienia wynosiła 11,5 os./km².
1 stycznia 2018 gmina przestała istnieć.